# Laguna de la Leche
Die Laguna de La Leche (Milchsee) ist ein See im Norden der mittelkubanischen Provinz Ciego de Ávila.
Zwischen Morón und der Nordküste Kubas gibt es mehrere Seen, mit 67,2 km² ist die Laguna de la Leche der größte davon. Er ist das größte natürliche Süßwasserreservoir Kubas. Die Wassertiefe beträgt knapp über 2 m. Die eigenartige weiße Färbung des Wassers stammt von Kalkvorkommen. 
Der See ist von unzugänglichen Sümpfen umgeben und kann nur durch eine ca. 4 km lange Straße von Morón aus erreicht werden.
Entlang dieser Straße verläuft der Canal Júcaro. Eine Verbindung vom Nordwestufer in die Bahía de Buena Vista an der Atlantikküste wurde 1988 geschlossen. 
Das Südufer ist mit Restaurants und Diskotheken für Touristen und Einheimische gleichermaßen attraktiv. Des Weiteren gibt es Möglichkeiten für Bootsausflüge, Fischerei, Wassersport und Regattas. Traditionell im September wird der 'Carnaval acuático' mit geschmückten Booten gefeiert.